# Молодило кровельное
Молоди́ло кро́вельное (лат. Sempervivum tectorum) — вид цветковых растений рода Молодило (Sempervivum) семейства Толстянковые (Crassulaceae).

## Этимология названия
Растение издавна применяли для покрытия глиняных и соломенных крыш (как указывал Н. И. Анненков, «в предположении, что молния не ударит в них, если есть это растение»); отсюда и видовой эпитет «кровельное».

## Ботаническое описание

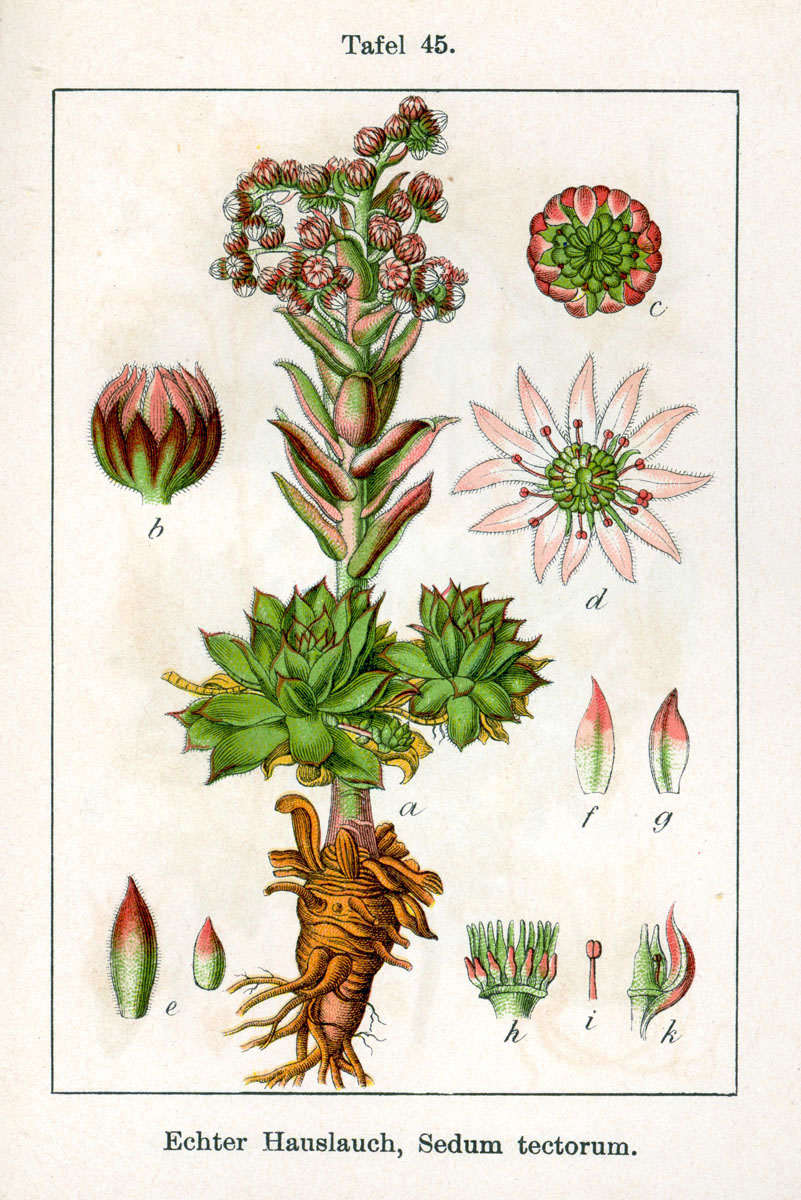

### Вегетативные органы
Суккулентное многолетнее растение, формирующее розетки 5—7 (реже 2—20) см шириной и 4—10 см длиной. Продолговатые ланцетные или овальные сочные листья обычно тёмно-зелёные, выпуклые с обеих сторон. Впрочем, окраска листьев широко варьирует, они могут быть жёлтого, коричневого и красного цветов. Листовая пластинка 2—6 см длиной и 10—15 мм шириной. При всём разнообразии листовых пластинок у молодила кровельного они, как правило, голые или имеют редкие разбросанные волоски.

### Генеративные органы
Цветонос 20—60 см длиной, но у некоторых горных растений оно не превышает 35 см в длину. Крупный, густой, более или менее приплюснутый «цветок» в действительности представляет собой соцветие из 40—100 цветков.
Цветок содержит 6—16 лепестков. Заострённые чашелистики около 8 мм длиной и 4 мм шириной. Беловатые, густо розовые или пурпурные заострённые лепестки имеют линейную или ланцетную форму, длину 9—12 мм и ширину около 2 мм. У основания они опушены.
Пыльники ярко-красного цвета. Столбик пурпурный.

### Генетика
Хромосомный набор 2n = 72 или 2n = 36, реже 2n = 40.

## Распространение
Ареал молодила кровельного включает горы Западной, Центральной и Южной Европы, кроме района от центральных Пиренеев до юго-восточных Альп и южных Апеннин. Кроме того, в диком виде встречается на остальной территории Европы, на Кавказе и в Иране.

## Хозяйственное значение и применение

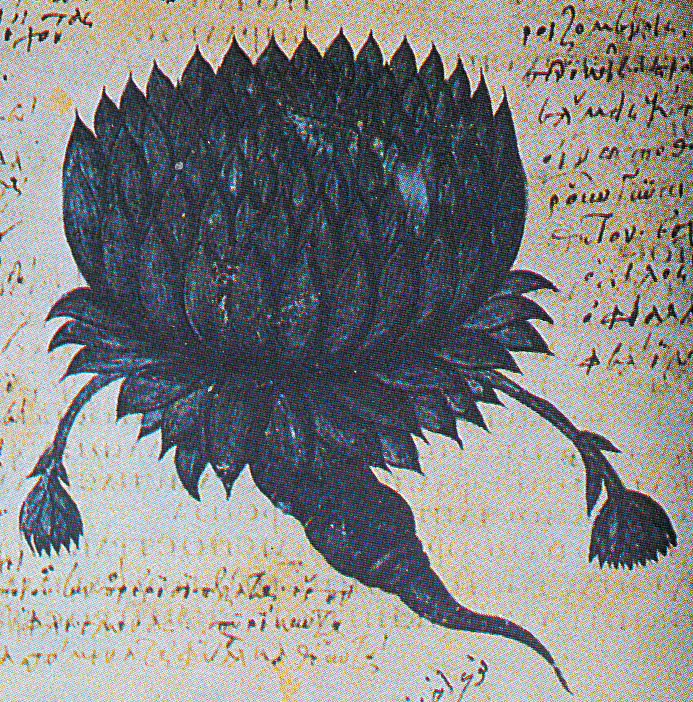
Sempervivum tectorum (Венский Диоскорид, Византия, VI век)

Издавна молодило кровельное выращивалось как декоративное растение. Известны старые сорта с дружными розетками около 15 см в диаметре, цветоносами до 60 см высотой и обильным цветением.
С давних пор молодило кровельное использовали как лекарственное растение. Его также задействовали в магических обрядах.
В настоящее время селекция направлена на выведение сортов с различными цветами листьев.

## Синонимика
- Sedum majus Garsault, nom. inval.
- Sedum tectorum Scop.
- Sempervivum acuminatum Schott, nom. illeg.
- Sempervivum alpinum Griseb. & Schenk
- Sempervivum andreanum Wale
- Sempervivum arvernense Lecoq & Lamotte
- Sempervivum boutignyanum Billot & Gren.
- Sempervivum cantalicum Jord. & Fourr.
- Sempervivum clusianum (Ten.) Ten.
- Sempervivum glaucum Ten.
- Sempervivum lamottei Boreau
- Sempervivum schottii Baker, nom. illeg.
- Sempervivum spectabile C.B.Lehm. & Schnittsp.
- Sempervivum tectorum var. andreanum (Wale) O.Bolòs & Vigo
- Sempervivum tectorum var. arvernense (Lecoq & Lamotte) Zonn.[3]